# الدببة الثلاثة
الدببة الثلاثة (بالإنجليزية: We Bare Bears) هو مسلسل رسوم متحركة أمريكي من إنتاج كرتون نتورك ستوديوز بدأ عرضه في 27 يوليو عام 2015 على كرتون نتورك الأمريكية ومن ثم على كرتون نتورك بالعربية في 6 نوفمبر عام 2015.
المسلسل يتحدث عن ثلاثة دببة يعيشون مع البشر في مدينة سان فرانسيسكو بكاليفورنيا ويخوضون تجارب ومغامرات جديدة ويتألف من 5 مواسم عدد حلقاتهم 113. كما عرض هذا المسلسل على كرتون نتورك. يعرض على جميع فروع قناة كرتون نتورك.
العنوان الأصلي : We Bare Bears
مدة كل حلقة : 13 دقيقة
القناة الأصلية  : Cartoon Network

## الشخصيات
الشخصيات الأساسية :
- شهاب: هو دب يريد أن يصبح له أصدقاء كُثُر وخصوصًا على الإنترنت (الشهرة)، و هو يحب أخويه كثيرًا.
- باندا: هو دب يحب هاتفه كثيرًا لو فقده سيُجَن، وهو يهتم بالفتيات، باندا هو أظرفهم.
- قطبي : هو دب قليل الكلام، يحب أسلوب النينجا، عيبه الوحيد أنه يتكلم بصيغة المتكلم، قطبي يجيد فعل كل شيء أيضًا.

الشخصيات الثانوية :
- كلوي : هي فتاة كورية درست في أمريكا، رغم صغرها ولكنها نابغة ولا تملك أصدقاء. لكن بعد تعرفها على شهاب، باندا وقطبي  أصبح لديها أصدقاء كثر.

- نام نام : هو كوالا مشهور، قد يبدو لطيفًا ولكنه يحمل في قلبه حقدًا وغرورًا وشرًا كبيرًا.

- تشارلي : هو مخلوق مجهول الهوية لا يعرف معنى الحياة، مزعج في بعض الأحيان لكنه طيب وهو أيضًا لطيف. وهو يحب كرات الجبن

- رانجر دانا تايبس : هي معروفة أكثر باسم تايبس، هي حارسة الغابة التي يعيش بها الدببة الثلاثة، تعتبر تايبس كشخصية ثانوية.

- عصابة الحمام : وهي مجموعة من الحمام تبدو في الأول لطيفة و لكنه عصابة تثير المتاعب و المشاكل

## الحلقات

### الحلقة التجريبية
- عرضت الحلقة التجريبية الأولى بـ6 نوفمبر 2014  الولايات المتحدة.
- وبث لأول مرة في الوطن العربي بـ6 نوفمبر 2015.

## الأصوات العربية
- عمر جاهين - باندا
- خالد الشرشابي - شهاب
- أحمد شمعة - قطبي
- رضوان صوان- تشارلي (الموسم الأول)
- هاني عبدالحي - تشارلي (الموسم الثاني والثالث)
- مصطفى البراء - نام نام
- ياسمين ياسر- كلوي
- سالي النمس - راينجر تايبس

## وصلات خارجية
- الموقع الرسمي
 على كرتون نتورك بالعربية.
- الدببة الثلاثة في قاعدة بيانات الرسوم المتحركة الكبيرة
- الدببة الثلاثة على موقع IMDb (الإنجليزية)
- الدببة الثلاثة على موقع روتن توميتوز (الإنجليزية)
- الدببة الثلاثة على موقع نتفليكس (الإنجليزية)
- الدببة الثلاثة على موقع ميوزك برينز (الإنجليزية)
- الدببة الثلاثة على موقع كينوبويسك (الروسية)
- الدببة الثلاثة على موقع ألو سيني (الفرنسية)
- الدببة الثلاثة على موقع قاعدة بيانات الفيلم (الإنجليزية)